# 萬廉
萬廉（1459年—16世紀），字廷介，江西廣信府鉛山縣龍袍山人，明朝政治人物。

## 生平
萬廉是成化二十二年（1486年）丙午科江西鄉試第八十九名舉人，弘治十二年（1499年）成進士，獲授大理寺評事，轉寺副，署右寺正，認真判決，辯白冤獄四十多件案件。正德五年（1510年）陞廣西按察司僉事，依舊清慎，九年（1514年）時獲朝廷寬免之前李通寶作亂的失職之罪，歷官十多年也沒有留下錢財給子孫，死後入祀鄉賢祠和羣賢堂。

## 家族
曾祖萬祐之；祖萬人傑；父萬薰。母毛氏。具庆下。弟萬膺、萬庭。

## 引用
1. 1 2  乾隆《湯陰縣志·卷七·人物》：萬廉，字廷介，宏治己未進士，授大理寺評事，厯寺副、寺正，究心讞鞫，辯雪冤獄四十餘案；擢廣西僉事，清慎弗渝，厯官十餘年，一無錢尺帛遺子孫，祀鄉賢祠並祀羣賢堂。 舊志
2. ↑  同治《鉛山縣志·卷十二·選舉志》：進士……明……宏治十二年己未倫文敘榜 萬廉 字廷介，龍袍山人，薰子，廣西僉事，祀鄉祠、羣賢堂，有傳……舉人……成化二十二年丙午科 萬廉 見進士
3. ↑  《明武宗毅皇帝實錄·卷六十六》：（正德五年八月戊戌）陞河南按察司副使秦金為河南布政司左參政，池州府知府白翱為山西按察司副使，大理寺署右寺正萬廉為廣西按察司僉事，鳳翔府同知翟敬為河南按察司僉事。
4. ↑  《明武宗毅皇帝實錄·卷一百十五》：（正德九年八月丙申）宥廣西左參將房潤等罪，先是妖賊李通寶攻破鬰林州等城寨，焚掠庫藏，潤及守廵官以下皆當坐罪。至是賊平，巡按御史條別功過以聞，潤及右參將金堂、參議楊瑋、僉事曹閔、知府曹琚皆功罪相准，參政張吉、參議黃清、僉事萬廉、陳陽、都指揮彭鐸皆已遷官，各宥其罪，惟通判李實等四人罷歸。
5. ↑  龚延明主编. . 宁波: 宁波出版社. 2016. ISBN 978-7-5526-2320-8. 《天一閣藏明代科舉錄選刊.登科錄》之《弘治十二年己未科進士登科錄》